# 土门镇 (清水县)
土门镇，是中华人民共和国甘肃省天水市清水县下辖的一个乡镇级行政单位。
2016年，甘肃省民政厅批复同意撤销土门乡，设立土门镇。

## 行政区划
土门镇下辖以下地区：
土门村、刘湾村、周山村、梁山村、下赵村、新义村、丰盛村、云山村、小庄村、仓下村、西坡村、高庙村和朱王村。